# Onirológia

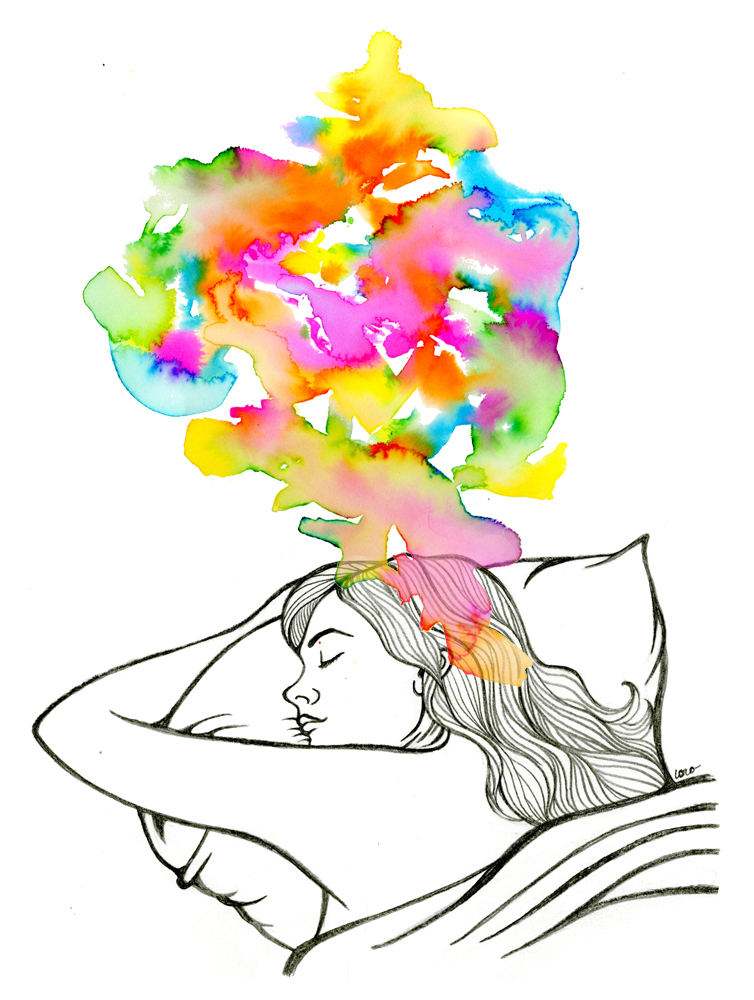

Az onirológia az emberi álmokat vizsgáló tudományág, amely az alvás élettani természetét, biokémiai és evolúciós mechanizmusait, az álmok agy és test működésére gyakorolt hatását vizsgálja. Ez a tudományág a neurológia, pszichológia és a pszichiátria, valamint az agy-mikrobiológia területén dolgozó szakembereket összesíti.
A kutatás összefüggéseket keres az álmodás és az agyműködéssel kapcsolatos ismeretek között, valamint vizsgálja annak megértését, hogy hogyan működik az agy az álmodás során, ami az emlékezet kialakulásával és a mentális zavarokkal kapcsolatos. Az onirológia tanulmányozása annyiban különböztethető meg az álomértelmezéstől, hogy célja az álmok folyamatának kvantitatív tanulmányozása, ahelyett, hogy a mögöttük rejlő jelentést elemezné.

## Története
A 19. században e tudományág két szószólója a francia sinológusok, d'Hervey de Saint Denys márki és Alfred Mauryvoltak. A terület 1952-ben kapott lendületet, amikor Nathaniel Kleitman és tanítványa, Eugene Aserinsky felfedezték a szabályos ciklusokat. Kleitman és William C. Dement, aki akkoriban szintén orvostanhallgató volt, egy további kísérletben kimutatták az alvás azon különleges időszakát, amely során az elektroenkefalográffal (EEG) mért elektromos agyi aktivitás nagyon hasonlít az ébrenléthez, amikor a szemek aktívan mozognak. Ez a fajta alvás gyors szemmozgású alvásként (REM) vált ismertté, és Kleitman és Dement kísérletében 0,80-as korrelációt találtak a REM alvás és az álmodás között.

## Munkaterület
Az álmokkal kapcsolatos kutatások közé tartozik az álmodás mechanizmusainak, az álmodásra gyakorolt hatásoknak és az álmodással összefüggő rendellenességeknek a feltárása. Az onirológiai munka átfedésben van a neurológiával, és az álmok számszerűsítésétől az álmodás közbeni agyhullámok elemzésén át a gyógyszerek és neurotranszmitterek alvásra vagy álmodásra gyakorolt hatásának vizsgálatáig terjedhet. Bár az álmok céljáról és eredetéről továbbra is vita folyik, az álmok mint az agyi aktivitás függvényének tanulmányozásából nagy hasznot lehet húzni. Az ezen a területen szerzett ismeretek például hatással lehetnek bizonyos mentális betegségek kezelésére.

## Az álmodás mechanizmusai
Az álmodás főként a REM-alvás során történik, és az agyi aktivitást rögzítő agyi szkennelések során a limbikus rendszer és az amygdala nagyfokú aktivitását tapasztalták ebben az időszakban. Bár a jelenlegi kutatások megdöntötték azt a mítoszt, hogy az álmodás csak a REM alvás alatt történik, azt is kimutatták, hogy a nem gyors szemmozgások (NREM) és a REM alvás során jelentett álmok minőségileg és mennyiségileg is különböznek, ami arra utal, hogy az egyes alvásokat irányító mechanizmusok eltérőek.
A REM-alvás során a kutatók elmélete szerint az agy egy olyan folyamaton megy keresztül, amelyet szinaptikus hatékonyság-frissítésnek neveznek. Ez az alvás során az agyhullámok öngyulladásaként figyelhető meg, lassú ciklusokban, körülbelül 14 Hz-es frekvenciával, és úgy vélik, hogy a közelmúltbeli emlékek megszilárdítását és a régi emlékek megerősítését szolgálja. Az ilyen típusú agyi stimulációnál az álmodás, ami bekövetkezik, a folyamat mellékterméke.

### Az alvás szakaszai
A normál alvási ciklusok során az ember váltakozik a normál, NREM alvás és a REM alvás között. Az álmodásra jellemző agyhullámokat, amelyeket a REM-alvás során figyelnek meg, az álomkutatásban a leggyakrabban tanulmányozzák, mivel a legtöbb álom a REM-alvás során történik[1].

## REM alvás

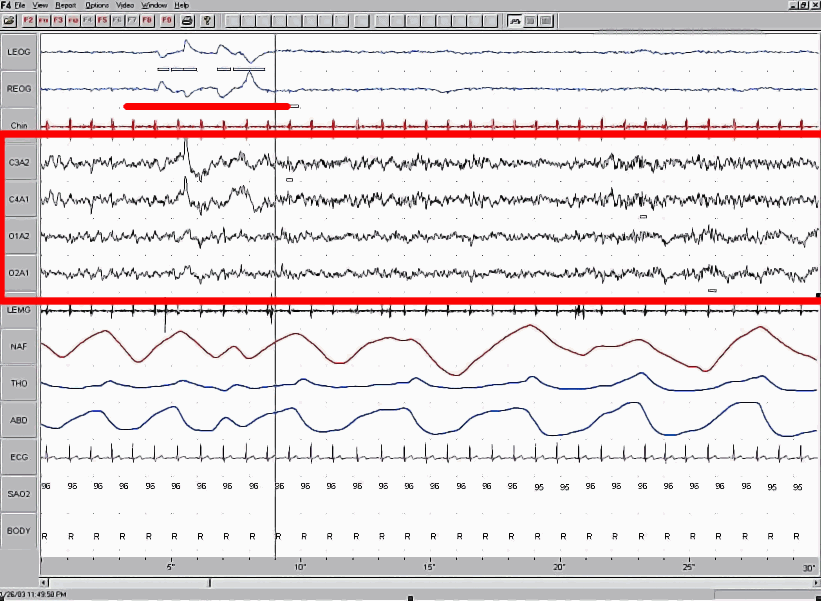
A REM alvás alatti agyhullámokat mutató EEG

1952-ben Eugene Aserinsky felfedezte a REM-alvást, miközben doktori tanácsadója rendelőjében dolgozott. Aserinsky észrevette, hogy az alvók szemei a csukott szemhéjak alatt rebegnek, később pedig poligráfos készülékkel rögzítette agyhullámaikat ezekben az időszakokban. Az egyik ülés során felébresztett egy kísérleti személyt, aki REM-időszakban jajgatott és kiabált, és megerősítette a gyanúját, hogy álmodás zajlik. 1953-ban Aserinsky és tanácsadója a Science című folyóiratban publikálta az úttörő tanulmányt.
A felhalmozott megfigyelések azt mutatják, hogy az álmok erősen kapcsolódnak a REM alváshoz, amely során az elektroenkefalogram az agyi aktivitást az ébrenléthez leginkább hasonlónak mutatja. Bár a REMS-szakasz az álmodáshoz kapcsolódik, nem minden REMS-szakasz eredményez jelentett álmokat, és nem minden álom történik a REMS-szakasz alatt. A NREM-szakasz alatti résztvevő-emlékezet nélküli álmok ehhez képest általában hétköznapibbak. Egy átlagos élettartam alatt az ember összesen körülbelül hat évet tölt álmodással (ami körülbelül két órát jelent éjszakánként). A legtöbb álom mindössze 5-20 percig tart. Nem ismert, hogy az álmok az agyban honnan erednek, hogy az álmoknak van-e egyetlen eredete, hogy az agy több része is érintett-e, vagy hogy mi az álmodás célja a test vagy az elme számára.
A REM-alvás alatt bizonyos neurotranszmitterek felszabadulása teljesen elnyomott. Ennek eredményeképpen a motoros neuronok nem stimulálódnak, ez a REM-atónia néven ismert állapot. Ez megakadályozza, hogy az álmok veszélyes testmozgásokat eredményezzenek.
Az állatoknak összetett álmaik vannak, és képesek hosszú eseménysorozatokat megőrizni és felidézni alvás közben. A tanulmányok azt mutatják, hogy különböző emlős- és madárfajok alvás közben REM-élményt élnek át, és az alvási állapotok ugyanazon sorozatát követik, mint az emberek.
Az a felfedezés, hogy az álmok elsősorban az alvás egy jellegzetes elektrofiziológiai állapota (REM) alatt zajlanak, amely objektív kritériumok alapján azonosítható, a jelenség iránti érdeklődés újjászületéséhez vezetett. Amikor a REM alvás epizódok időtartamát meghatározták, és az alanyokat felébresztették, hogy beszámolót készítsenek, mielőtt nagyobb felejtésre kerülhetett volna sor, megállapították, hogy az alanyoknál pontosan megfelelt az álomelbeszélés általuk megítélt időtartama az ébredést megelőző REM alvás hosszával. A REM alvásnak és az álomélménynek ez a szoros korrelációja volt az alapja az álmodás természetét leíró első jelentéssorozatnak: hogy az álmodás nem alkalmi jelenség, hanem rendszeres éjszakai esemény, és hogy az egyes alvási időszakokon belül nagy gyakoriságú tevékenység, amely minden embernél kiszámítható időközönként, körülbelül 60-90 percenként fordul elő az egész élettartam során.
A REM alvási epizódok és az őket kísérő álmok az éjszaka folyamán fokozatosan hosszabbodnak, az első epizód a legrövidebb, körülbelül 10-12 perces, a második és a harmadik epizód pedig 15-20 percesre nő. Az éjszaka végén az álmok jellemzően 15 percig tarthatnak, bár ezek több különböző történetként is megélhetők az alvást az éjszaka végén megszakító pillanatnyi ébredések miatt.
Álombeszámolók általában az esetek 50%-ában készíthetők, ha az ébredés az első REM-periódus vége előtt történik. Ez a visszahívási arány körülbelül 99%-ra nő, ha az ébredés az éjszaka utolsó REM-periódusa alatt történik. Úgy tűnik, hogy a felidézési képesség növekedése összefügg az álomképek, színek és érzelmek élénkségének az éjszaka folyamán történő fokozódásával. Maga az álomtörténet az utolsó REM-periódusban áll a legtávolabb a valóságtól, bizarrabb elemeket tartalmaz, és ezek a tulajdonságok, valamint a reggeli ébredés felülvizsgálatának megnövekedett valószínűsége növelik az utolsó álom felidézésének esélyét.

## Az álom meghatározása
Az álom G. William Domhoff és Adam Schneider meghatározása szerint „egy kognitív élmény emlékének beszámolója, amely olyan körülmények között történik, amelyek leggyakrabban az »alvásnak« nevezett állapotban jönnek létre”.

## Közönséges bizarrság az álmodásban
Bizonyos fajta bizarr megismerések, mint például a diszjunktív megismerések és az interobjektumok, gyakoriak az álmokban.

## Interobjektumok
Az interobjektumok, akárcsak a diszjunktív kogníciók, az álomvilág egyik hétköznapi bizarrsága. Az interobjektumok egyfajta álomsűrítményt jelentenek, amely olyan új tárgyat hoz létre, amely az ébrenléti életben nem fordulhatna elő. Ennek lehet egy homályos szerkezete, amelyet úgy írnak le, hogy „valami egy X és egy Y között”. Hobson „egy hardverdarabot álmodott, valami olyasmit, mint egy ajtó zárja, vagy talán egy pár festékkel megdermedt zsanér”.

## Hiteles álmodás
Az autentikus álmokat az határozza meg, hogy hajlamosak „a tapasztalati birodalmon belül” bekövetkezni, és tényleges emlékeket vagy élményeket tükröznek, amelyekhez az álmodó kapcsolódni tud. A hiteles álmokról úgy vélik, hogy a szinaptikus hatékonyság felfrissülésének mellékhatása, amely hiba nélkül történik. A kutatások szerint az autentikus álmok megálmodásakor fellépő agyi stimuláció jelentős szerepet játszik a neurológiai pályák megerősítésében, és az elme számára bizonyos dolgok „begyakorlásának” módszereként szolgál alvás közben.

## Illuzórikus álmodás
Az illuzórikus álmokat olyan álmokként határozzák meg, amelyek lehetetlen, inkongruens vagy bizarr tartalmakat tartalmaznak, és feltételezések szerint a hatékonysági hibákat felhalmozó memóriaáramkörökből erednek. Elméletileg a régi emlékek, amelyek életünk során többször is átmentek szinaptikus hatékonysági frissítésen, olyan hibák felhalmozódását eredményezik, amelyek stimuláláskor illuzórikus álmokként jelentkeznek. Az illuzórikus álmok tulajdonságait a mentális zavarokban megfigyelt téveszmékkel hozták összefüggésbe. Az illuzórikus álmok valószínűleg olyan régebbi emlékekből származnak, amelyekben a hibák felhalmozódása tapasztalható, ellentétben az autentikus álmokkal, amelyek újabb tapasztalatokból származnak.

## Az álmodásra gyakorolt hatások
Az álmodás egyik vizsgált aspektusa az álmok tartalmának külsőleg, különböző ingerekkel való befolyásolhatósága. Az egyik ilyen sikeres kapcsolatot a szaglórendszerrel hozták létre, az álmok érzelmeinek befolyásolását egy szagingerjesztésen keresztül. Kutatásaik kimutatták, hogy pozitív szagú inger (rózsa) bevezetése pozitív álmokat, míg negatív szagú inger (záptojás) negatív álmokat váltott ki.

## Emlékek és tapasztalatok
Bár a szakmán belül sok vita folyik az álmodás céljáról, az egyik vezető elmélet az emlékek és élmények konszolidációját foglalja magában, amely a REM-alvás során történik. Úgy vélik, hogy az agyat alvás közben érő elektromos önkéntelen ingerlés az álmodás nagy részének alapja. A kutatások szerint az álmok, különösen a REM-alvás során, segítenek az emlékek megszilárdításában azáltal, hogy az új információkat integrálják a meglévő emlékekbe. Ez a folyamat az érzelmileg jelentős vagy feldolgozatlan élményeket helyezheti előtérbe.
Az emlékezet, az alvás és az álmok közötti kapcsolat az alvás alatti emlékezeti konszolidációt elemző vizsgálatokban válik jelentősebbé. A kutatások kimutatták, hogy az NREM alvás a tények és epizódok konszolidációjáért felelős, szemben a REM alvással, amely az emlékezet érzelmileg kötődőbb aspektusait konszolidálja. A REM és az érzelmi konszolidáció közötti összefüggés értelmezhető úgy, hogy az álmok miért olyan érzelmi jellegűek, és miért váltanak ki erős reakciókat az emberekből.

## Személyközi kötődés
Az emberek által tudatosított emlékezet és tapasztalat álmodásban játszott tudatos szerepe mellett az olyan tudattalan hatások, mint a kapcsolatok egészsége is szerepet játszanak abban, hogy az agy milyen típusú álmokat produkál. Az elemzett emberek közül azok, akik „bizonytalan kötődésben” szenvedtek, gyakrabban és élénkebben álmodtak, mint azok, akiket „biztonságos kötődésűnek” értékeltek.

## Az álmodást befolyásoló gyógyszerek
Dokumentálták a kábítószer-használat és az álmodás közötti összefüggéseket, különösen a kábítószerek, például a nyugtatók használatát és az álmodás elnyomását, mivel a kábítószerek hatással vannak az alvás ciklusaira és szakaszaira, miközben nem teszik lehetővé, hogy a használó elérje a REM-szakaszt. A stimuláló tulajdonságaik miatt használt kábítószerek (kokain, it és időtartamátmetamfetamin és ecstasy) bizonyítottan csökkentik a REM alvás pihentető tulajdonságait.

## Álmodási zavarok
Az álomzavarokat nehéz számszerűsíteni az álmodás kétértelmű természete miatt. Az álomképzavarok azonban pszichológiai rendellenességekhez, például a rémálmok formájában kifejeződő poszttraumás stressz zavarhoz köthetők. Az álmodással kapcsolatos kutatások az illuzórikus álmodás és a téveszmék hasonlóságára és kapcsolataira is utalnak.

## Poszttraumás stressz zavar
A diagnosztikus tünetek közé tartoznak az eredeti traumák újraélései flashbackek vagy rémálmok formájában; a traumával kapcsolatos ingerek elkerülése; és fokozott arousal, például elalvási vagy elalvási nehézségek, düh és hipervigilancia.
Az áldozatok által elszenvedett flashbackek vagy rémálmok tanulmányozása során összefüggést találtak a poszttraumás stresszbetegséggel (PTSD) és az álmodással. Az ezeket az epizódokat átélő alanyok által mutatott agyhullámok mérése nagy hasonlóságot mutatott az álmodókéval. A flashbackek és rémálmok e tüneteitől szenvedők kezelésére használt gyógyszerek nemcsak ezeket a traumatikus epizódokat, hanem minden másfajta álmodási funkciót is elnyomnának.

## Skizofrénia
A skizofrénia tünetei a valóság érzékelésének vagy kifejezésének rendellenességeivel járnak, amelyek elsősorban a téveszmékre és a hallucinációkra összpontosítanak.
A skizofréniában szenvedők által tapasztalt téveszméket az illuzórikus álmok élményéhez hasonlították, amelyeket az alanyok tényleges élményként értelmeztek. A skizofrénia tüneteinek elnyomására szolgáló gyógyszerekkel kapcsolatos további kutatások azt is kimutatták, hogy a gyógyszereket szedők REM-ciklusát befolyásolják, és ennek következtében befolyásolják az alanyok alvási és álmodási mintáit.

## Fordítás
Ez a szócikk részben vagy egészben  az   Onirology című angol Wikipédia-szócikk fordításán alapul.  Az eredeti cikk szerkesztőit annak laptörténete sorolja fel. Ez a jelzés csupán a megfogalmazás eredetét és a szerzői jogokat jelzi, nem szolgál a cikkben szereplő információk forrásmegjelöléseként.